# Strömkraftverk

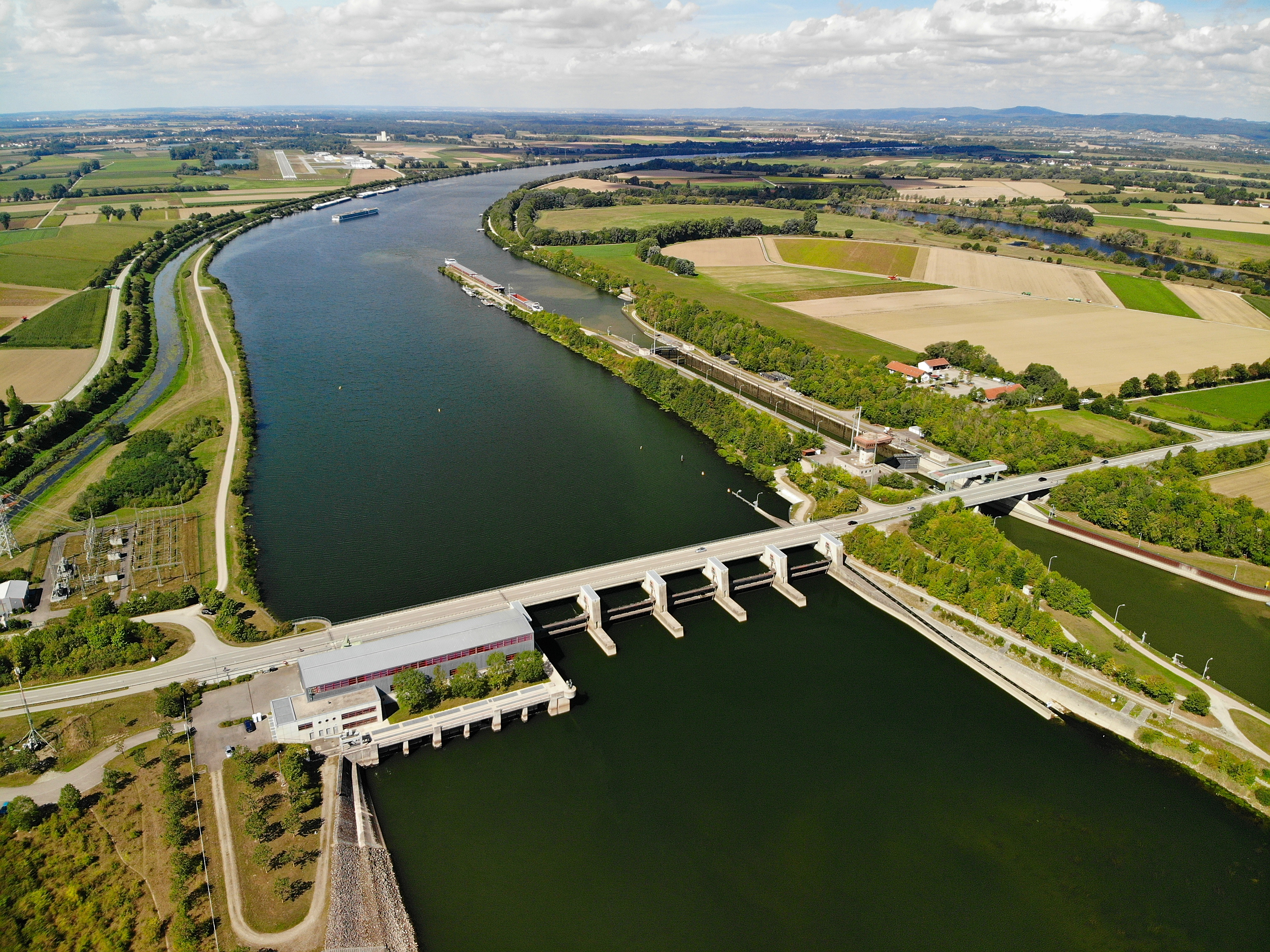
Strömkraftverk i Straubing utmed floden Donau.

Ett strömkraftverk är ett vattenkraftverk som saknar vattenmagasin. Det kan dock ha en kraftverksdamm, som koncentrerar fallhöjden och som kan ge en viss regleringsförmåga genom att magasinet fylls på någon timme.  
Strömkraftverk förekommer inte bara i floder utan även i havet för vågkraft och tidvattenkraft.